# Jekaterina Babschuk
Jekaterina Alexandrowna Babschuk (russisch Екатерина Александровна Бабшук; * 18. September 1991) ist eine kasachische Fußballspielerin.

## Karriere

### Vereine
Babschuk begann ihre Karriere 2004 im Verein Oqschetpes Kökschetau. Später wechselte sie 2013 zu CSHVSM Almaty. 2014 kehrte sie zu Oqschetpes Kökschetau zurück. Seit 2015 spielt sie für BIIK Kazygurt. 

### Nationalmannschaft
Seit 2008 ist Babschuk Mitglied der 
kasachischen Frauen-Nationalmannschaft. Sie nahm unter anderem an der Qualifikation zur FIFA Frauen-Weltmeisterschaft 2019 teil.